# Potentilla brauneana
Potentilla brauneana är en rosväxtart som beskrevs av David Heinrich Hoppe. Potentilla brauneana ingår i Fingerörtssläktet som ingår i familjen rosväxter. Inga underarter finns listade i Catalogue of Life.

## Bildgalleri

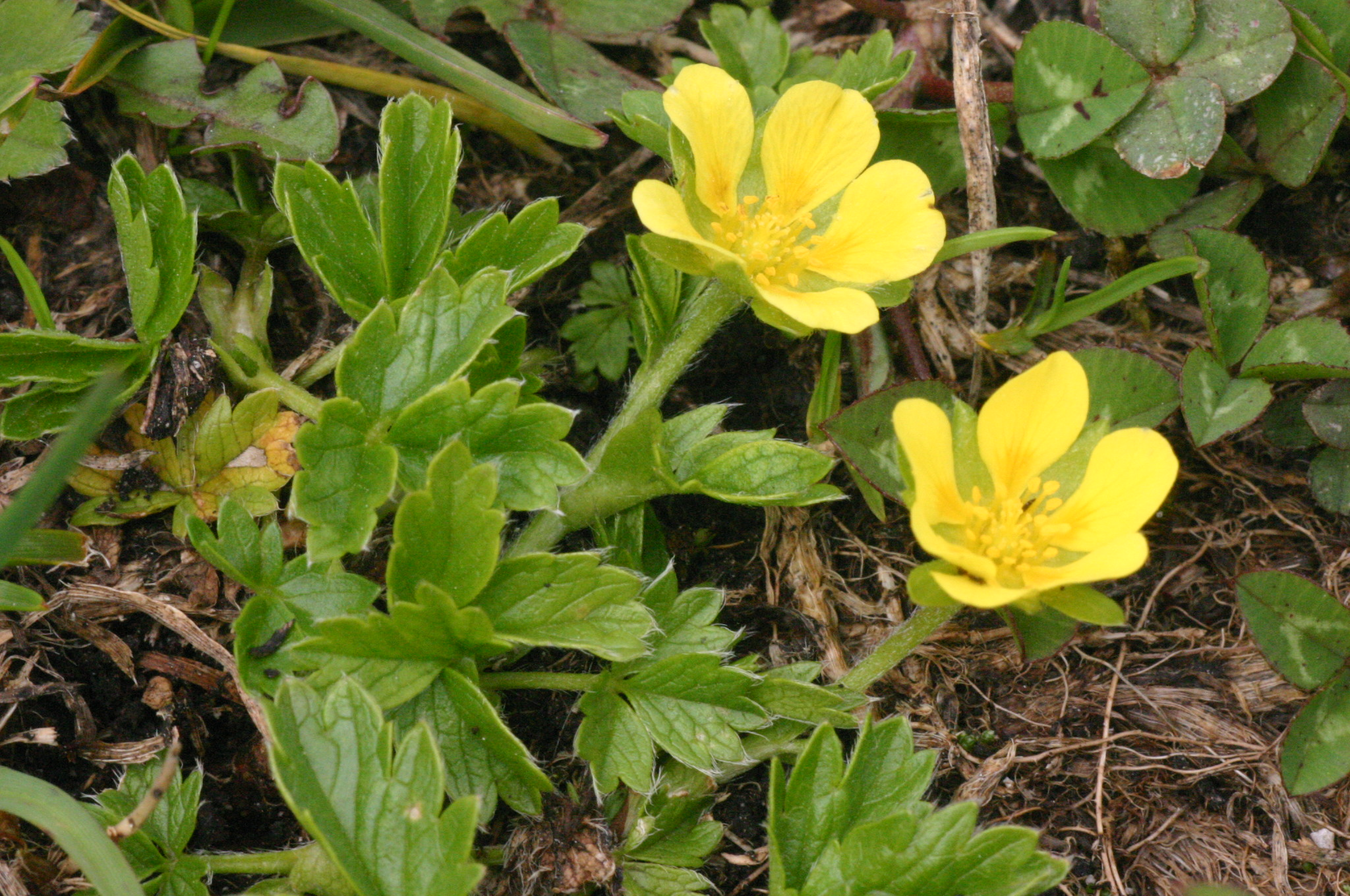
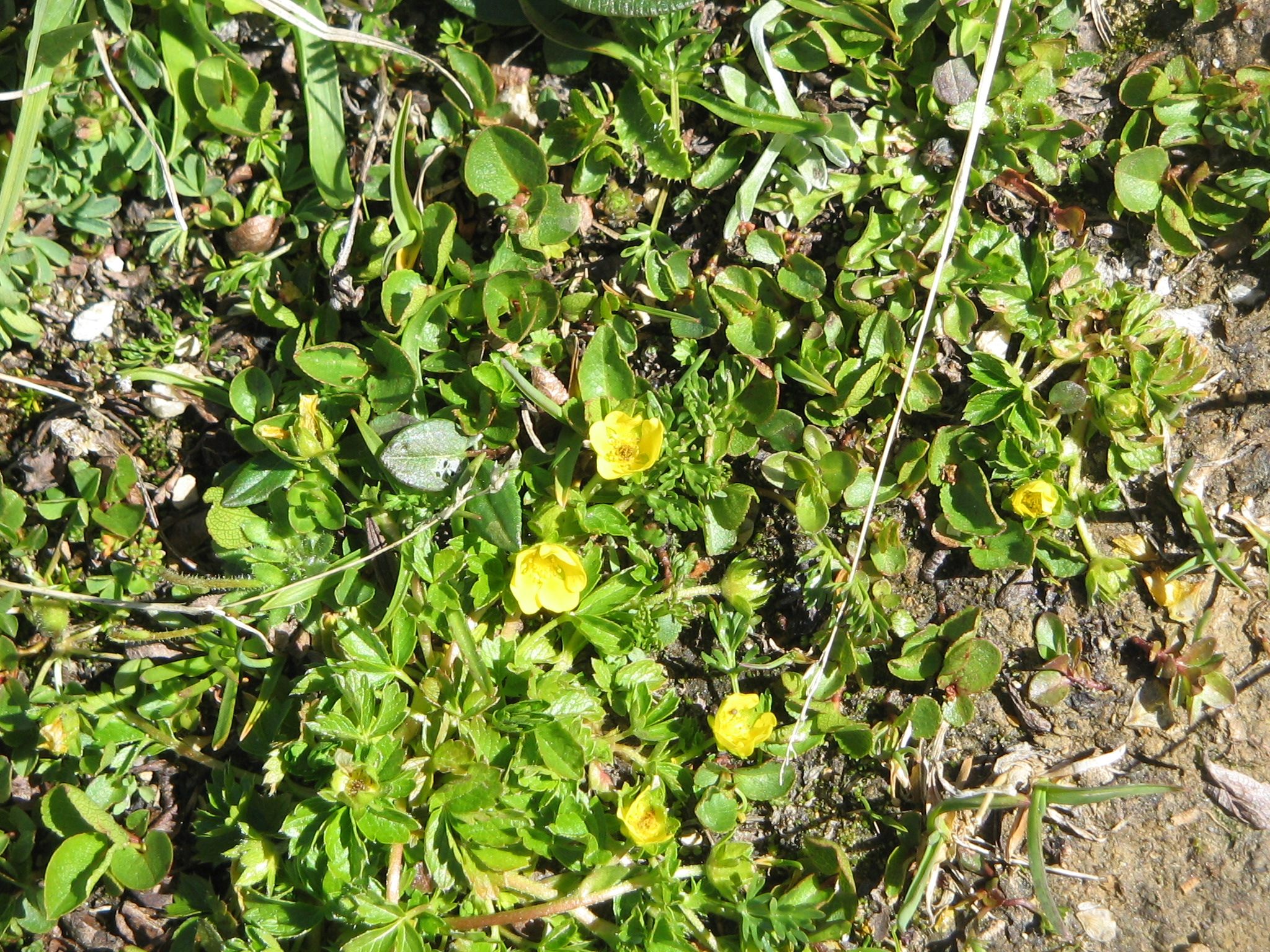
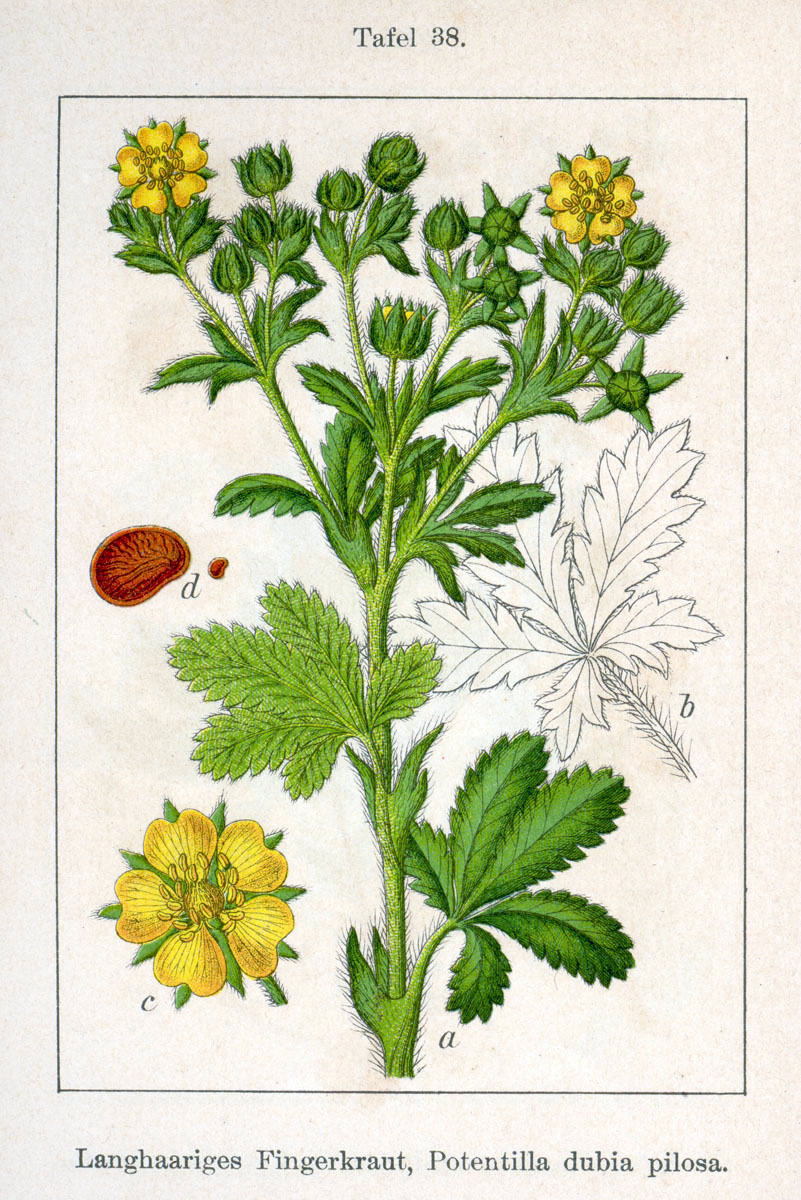